# Чжан Бо-дуань
Чжан Бо-дуань (кит.: 張伯端, 987 — 1082) — китайський вчений-даос, астроном, географ, один з визначний теоретиків «внутрішньої алхімії», медик, правник часів династії Сун.

## Життєпис
Про родину його відомо замало. Народився у м. Таньтай (територія сучасної провінції Чжецзян). Замолоду добре вивчив конфуціанську та буддистську літературу. Здав імператорський іспит та отримав вищу ступінь цзіньши. За невідомих обставин був засланий у 1064 році на південь імперії. Знаходився на службі у м. Гуйлінь. Тут захопився даосизмом. Після цього у 1067 році залишив службу й мандрував містами Янь'ань, Тяньшуй, Ліньфень і Чжендін. 1069 року переїхав до м. Ченду. З 1075 року став мешкати усамітнено в горах у сучасній провінції Шеньсі. Тут займався розробкою внутрішньої алхімії. Приблизно у 1079 році переїхав до області Шу (територія сучасної провінції Сичуань). Тут він й помер у 1082 році.

## Творчість
Головним твором Чжан Бо-дуаня є «У Чжень пянь» («Глави про прозріння істини»). У нього було закріплено традицію використання «зовнішньоалхімічних» термінів (позначень мінералів, металів тощо, маніпуляцій з ними, обладнання та інструментів) для опису операцій з «внутрішніми» матеріалами з метою розвитку «безсмертного зародка» (або «внутрішньої пігулки») в тілі адепта, а також націленість «внутрішньої алхімії» головним чином на переживання єдності цих дій з літургійним ритуалом і загальнокосмічними процесами. Акцент зроблений на інтеріоризації ритуалу і «повернення до кореня» свого внутрішнього світу як самодостатньої реальності. «У Чжень пянь» став одним із найавторитетніших текстів «високої» традиції «внутрішньої алхімії», суттєво вплинув на побудови її наступних теоретиків — Бо Юйчаня, Лі Даочуня (XIII ст.).
У XIV–XV ст. Чжан Бо-дуань був визнаний патріархом південного течії (нань-цзун) школи Цюаньчжень-цзяо, яка визнавала необов'язковим відхід від світу для «внутршньоалхімічного» самовдосконалення.